# Резолюция Совета Безопасности ООН 1092
Резолюция Совета Безопасности Организации Объединённых Наций 1092 (код — S/RES/1092), принятая 23 декабря 1996 года, сославшись на все резолюции по Кипру, в частности резолюции 186 (1964), 939 (1994) и 1062 (1996), Совет выразил обеспокоенность ухудшением политического спора на Кипре и продлил мандат Вооруженных сил ООН по поддержанию мира на Кипре (ВСООНК) до 30 июня 1997 года.
В течение года ситуация на острове ухудшалась, что привело к эскалации напряженности между двумя общинами островного государства. Насилие вдоль линии прекращения огня было невиданным с 1974 года, также участились случаи насилия в отношении персонала ВСООНК. Совет Безопасности ООН заявил, что переговоры по решению спора слишком долго откладывались и зашли в тупик.
Совет выразил сожаление по поводу гибели трех гражданских лиц из числа греков-киприотов и одного солдата из числа турок-киприотов, а также ранения гражданских лиц и ВСООНК, отметив, в частности, непропорциональное применение силы со стороны Северного Кипра и пассивную роль кипрской полиции в борьбе с демонстрациями гражданского населения. Она выразила сожаление по поводу отсутствия прогресса в осуществлении следующих мер:
(a) распространение соглашения о разграничении 1989 года на другие районы, где обе стороны остаются в непосредственной близости друг от друга;

(b) запрет на оружие в районе линии прекращения огня;

(в) кодекс поведения войск вблизи линии прекращения огня.

Военные власти с обеих сторон были призваны:

(a) очистить все минные поля вокруг буферной зоны;

(b) прекратить строительство военных зданий в буферной зоне;

(c) не проводить военные учения вдоль буферной зоны.

Расходы на оборону Кипра должны быть сокращены, а нынешний застой в мирном процессе неприемлем для Совета.[3] Совет выразил сожаление, что гуманитарные рекомендации не были выполнены. Обсуждение вступления в Европейский Союз было важным новым событием, которое, как ожидалось, будет способствовать общему урегулированию кипрской проблемы.[4] Генеральному секретарю было предложено доложить Совету к 10 июня 1997 года о выполнении настоящей резолюции.